# Garbowo-Kolonia
Garbowo-Kolonia – wieś w Polsce położona w województwie podlaskim, w powiecie wysokomazowieckim, w gminie Kobylin-Borzymy.
W latach 1975–1998 miejscowość administracyjnie należała do województwa łomżyńskiego.
Wierni kościoła rzymskokatolickiego należą do parafii św. Stanisława Biskupa i Męczennika w Kobylinie-Borzymach.